# Војна дипломатија
Бројне чињенице указују да је од времена свог настанка, и током спровођења својих задатака војна дипломатија углавном била позната као делатност која је сувише индискретна, односно као делатност која је често довођена у везу са конспиративним деловањем дипломата.
Од свог настанка па до данас војна дипломатија је морала да извршава специфичне задатке обавештавања о догађајима унутар земље пријема. Међутим, њени задаци обавештавања нису били усмерени само на задатке војне природе, већ је често морала да обавештава, и о свим осталим важним догађајима у земљи пријема. Што је још важније, своју функцију обавештавања морала је да спроводи на такав начин да не наруши регуларну хармонију у међународним односима. Управо због оваквих међусобно супротстављених захтева, ова делатност је доведена у везу са конспиративним деловањем дипломата, пре свега војних дипломата. Временом поменути задаци обавештавања су се морали инкорпорирати у заједнички појам и методе опште дипломатије, тако да данас војна дипломатија, поред поменутих задатака, извршава и све остале задатке који су прописани Бечком конвенцијом о дипломатским односима.

## Настанак и развој војне дипломатије
Настанак војне дипломатије у историји људског друштва је процес који се кретао упоредо са настанком и развојем опште дипломатије. Овакав упоредни развој био је условљен историјским дешавањима током којих је елеменат силе и моћи државе, који се огледао пре свега у моћи војске, имао значајну улогу. Моћна војска унутар сопствене државе испољавала је свој утицај на све институције унутар државе, па и на дипломатију, стављајући на првом месту послове војне природе, који су наравно захтевали од дипломата добро познавање војне проблематике. Свакако, најбољи познаваоци војних питања су професионални војници, па је тако њихово знање експерата, у раду дипломатских институција постало преко потребно. С времена на време, војни фактор у дипломатији је био надмоћнији од општег, што је неизбежно имало за последицу претежност војне дипломатије над општом дипломатијом. Такав вид доминације вероватно је био наметнут и од стране тадашњих владара, који поред тога што су били државници, били су и војсковође односно, политичке и војне функције биле су концентрисане у једној личности. На прве податке о деловању професионалних војника за потребе дипломатске службе наилази се у првим војним делима, односно када се схватило да је ратовање вештина која се може научити и из књига. Римски писац Фронтинус у свом делу Stratagems (Ратна лукавства), које је писано за обуку римских официра описује како је извесни Каиус Лелиус послат од стране Скипиа у логор Сифакс под изговором обављања дипломатске мисије. Он је са собом повео неколико високих официра са задатком да спроведу стручно истраживање. Официри су били прерушени у његове слуге и када би се неко од њих нашао у ситуацији да буде откривен, амбасадор би га окрутно казнио, да би све уверио да се ради о најобичнијем робу.
Средњи век протекао је лишен компликованог ратовања, односно није било нарочитог војног планирања као ни тактичких покрета трупа, што га је чинило мање-више незанимљивим за војнодипломатске активности. Може се рећи да је Макијавели био један од ретких аутора који је у својим делима истраживао војно-дипломатску праксу Средњег века. Сукоби држава у XVII и XVIII века водили су се углавном уз помоћ савезника, што је наметнуло потребу за учешћем професионалних војника у улози официра за везу (енгл. Liaison officer), односно улози која је претходила увођењу функције војног изасланика. Њихова дужност, као што и назив каже, била је пре свега одржавање везе између сопствене и савезничке армије, помоћ у обуци војника, пружање војничких савета савезничким генералима, као и извештавање о томе где се слила новчана помоћ коју је упутила њихова влада. Официри за везу су такође имали задатак да заступају амбасадора у ситуацијама када поменути из било ког разлога није могао да напусти главни град. Свакако на тај начин, официрима за везу, односно повременим дипломатским мисијама је пружена прилика да се ближе упознају са оружаним снагама земље пријема, односно да се обавесте и известе сопствену владу о стању унутар земље пријема. Слање повремених мисија представља у то доба готово једини начин одржавања званичних политичких односа између држава, те су такве мисије биле драгоцене за упознавање друштвено-политичке ситуације у земљи, а када се радило о удаљеној земљи обавештавања таквих мисија су представљала и основни извор сазнања о једној непознатој земљи.
Француски кардинал Ришеље је у периоду владавине Луја XIV формирао Војно-политички обавештајни биро, и из тог бироа често су упућивани француски официри са задацима одржавања везе између савезничких армија. Са таквим задатком послат је један француски официр на шведски двор, а оно што је посебно интересантно у вези са тим официром је то, да је тада први пут субординација (командовање) над њим поверено амбасадору. Без обзира што се радило о појединачном случају то представља један од првих покушаја који је имао за циљ успостављање цивилне контроле над припадницима оружаних снага.
Од времена првих официра који су упућивани у иностранство па до дана данашњег, војни аташе је имао извесну самосталност у односу на друге дипломате па и самог амбасадора. Али ипак је амбасадор имао једну општу надлежност над свима укључујући и војног аташеа. Војни аташе је био везан за Министарство одбране, а не за Министарство иностраних послова, што му је давало самосталност, али само у мери у којој је дозвољавао амбасадор. Тек са француском револуцијом и Наполеоном створени су услови за почетак активног учешћа војног особља у рад дипломатске службе. Наполеон је међу првима увидео корист од слања својих официра у страна дипломатска представништва и први (незванично) упутио 3. марта 1806. године, капетана Лагранжа у Беч, са задатком да стално води прецизне податке о снази аустријске војске и њиховом борбеном положају.
Поменути капетан је прикупљене податке свакодневно бележио, заводио их по датумима, и слао месечне извештаје до свог генералштаба, односно војне обавештајне службе, као и до Министарства иностраних послова. Због начина деловања француског капетана, који се и данас у нешто савременијем облику користи, може се рећи да се радило о првом војном аташеу . Истовремено, упућивање поменутог официра у дипломатску службу, узима се у већини литературе као званични почетак деловања официра унутар дипломатског представништва, односно као званичан почетак рада војне дипломатије.

## Војни аташе
Термин аташе има веома важно и прецизно значење у дипломатској пракси. Војни официр просто послат у иностранство није војни аташе, а да би то био мора му припадати пун дипломатски статус, и као таквом, мора му се гарантовати потпуни дипломатски имунитет. Војни аташе је акредитовани представник војске код страних држава у амбасадама или посланствима; ужива имунитет дипломатског представника и носи униформу само у свечаним приликама. Од почетка, војни аташе је био нешто попут хибрида у међународним односима. Он је био делом дипломата, делом војник, делом осматрач, али вероватно како је сугерисао Лорд Џорџ Курзон, не увек, и не потпуно добродошао.
У почетку су дипломатске службе користиле различите називе за официре у амбасади, попут назива: други секретар, војни аташе, војни изасланик или војни опуномоћеник. Иако војни опуномоћеник звучи значајније него војни аташе, овај термин није остао у употреби јер опуномоћенику припадају пуна моћ одлучивања и коначна права, што у природи посла војног аташеа није био случај, односно потпуну пуномоћ имао је само амбасадор, тако да тај назив није прихваћен. Повремено, али само повремено, војни официр је био придодат изасланству ван земље на неки продужени период, али његов назив није био аташе, већ неки од претходно наведених. Назив аташе је одобрен касније од стране цивилних ауторитета, и као такав није постојао у енглеском језику до 1835. године.
Прве задатке војном аташеу дефинисао је још Наполеон, а временом ови задаци су се мењали у зависности од тога како је налагала потреба сопствене обавештајне службе, а понајвише сопствене државе. Ипак, његово стално задужење било је константно и систематско осматрање војног потенцијала могућег непријатеља. Такав вид ангажовања официра у дипломатским представништвима присутан је и данас, с тим што се временом развијао и прилагођавао потребама дипломатске мисије тако да је у нешто савременијем облику војни аташе и данас ангажован на сличним задацима у дипломатским представништвима већине земаља света. Наполеон није био једини генерал, вероватно не први који је размишљао о укључењу војних официра у чланство амбасаде и у обавештајну службу у исто време. Генерал Massebacha, начелник генералштаба у Прусији је још у периоду од 1795. год. до 1800. године, предлагао да се у амбасадама Пруске у Петерсбургу, Лондону, Паризу и осталим већим европским градовима, придодају официри, високих командних дужности у војсци, који би за време свог боравка у амбасади изучавали карактеристике страних армија. Такође надвојвода Чарлс је размишљао да прикључи официре аустријским посланствима широм Европе, али цивилни ауторитети у Аустрији нису били одушевљени таквом идејом.
Појава указује на принцип у друштвеним односима да се идеје често рађају, али да се увек не реализују од њених твораца, већ од оних који имају услове и могућности да је анализирају, да је прихвате и да је иновирају уз примену силе и моћи. Личност која је имала могућност и услове да је прихвати, али и силу и моћ да је реализује у датом тренутку био је Наполеон. Таквим једним поступком Наполеон је показао да се друштвени процеси не могу зауставити већ се могу само привидно успорити.
И поред успешног деловања француског официра у њиховом дипломатском представништву, идеја о сталном прикључењу војног аташеа у дипломатска представништва није била прихваћена тако брзо од већине земаља. Наиме, многи амбасадори су сматрали да присуство официра у амбасади може подстакнути напетост у земљи домаћина, и уништити сав труд који је амбасадор уложио у циљу унапређења пријатељских односа.
Постојало је мишљења да се официри требају упућивати на службу у дипломатско представништво само привремено, а не као стални чланови дипломатске мисије. Међутим, опште је познато правило које каже да уколико желимо да схватимо шта се тачно дешава у некој земљи неопходно је да се активности у тој истој земљи прате у континуитету, уколико се то не чини може се десити да нам многи детаљи промакну, а за последицу имамо ситуацију у којој се губи из вида целокупан развој догађаја. Такође, дуго се веровало да војни аташе не треба да буде ништа више до салонски официр, репрезентативна фигура која нема никакво нарочито задужење осим да прикрива акције других официра у тајној служби који су у посланству били на привременим мисијама.
Међутим, убрзани индустријски развој током XIX века имао је за последицу и убрзан развој војне индустрије, односно произвео је осавремењавање војног потенцијала. Осавремењено оружје с друге стране, наметнуло је потребу у дипломатским извештајима за мишљењем експерата, односно за мишљењем стручњака. Општа запажања о војном потенцијалу свакако је могао да обави и амбасадор, док је уско специјалистичка осматрања могао да спроведе само војни експерт, односно војни аташе. Чињеница је да су у последњих 200 година, војни аташеи морали да обавештавају своју земљу о најпростијим војним темама као што је коњица, али и о најсавременијим, као што су нуклеарне ракета великог домета, али само мали број њих је у томе успео. У циљу да виде и известе о свему што је од значаја за одбрану сопствене земље, војни аташеи нису увек успевали да избегну замку преквалификације или претеране специјализације јер специјализација има своје границе и, уколико се са њом претерује, може да изазове одређене проблеме за читаву организацију.
Проблем уске специјализације, или преквалификације решен је на два начина. Први: почела је обука официра за посао војног аташеа (прва таква школа у склопу генералштаба отворена је у Аустрији 1810. год.), и други: почели су да се прикључују посланству ван земље официри из других видова оружаних снага, односно у то време из морнарице, а касније са развојем ваздухопловства и из тог вида оружаних снага. Слање официра из других видова оружаних снага није било подстакнуто само потребом решавања проблема преквалификације, већ и потребом да се због преобимности посла војног аташеа упути помоћ официра из других видова оружаних снага, што је за последицу имало институционализацију војне дипломатије, односно формирање војнодипломатских представништава.
Институционализација војнодипломатских представништава није производ тежње да војна дипломатија буде одвојена од амбасаде, већ је она значила тежњу ка самосталности у стручној области која је свакако била неопходна. Са друге стране, институционализација војне дипломатије говори у прилог мишљењу које је заступао Max Webber-а о тежњи институција ка аутономизацији, односно о жељи институција да се измакну потпуној контроли власти.
Прилазећи хронолошком прегледу развоја војне дипломатије видно је да се уочи уобличавање у једну хомогену институцију непосредно пре Првог светског рата, када су била заступљена сва три вида оружаних снага. С обзиром да војна организација почива на принципима строге субординације војних старешина неопходно је било остварити да један старешина руководи радом и пословима вонодипломатског представништва, а та улога поверена је управо војном аташеу. Такав вид ангажовања војних аташеа унутар дипломатских представништава постоји и данас, а бројност и величина војнодипломатског представништва условљена је углавном могућностима и потребама сопствене државе. С обзиром да су у војнодипломатском представништву присутни официри из сва три вида оружаних снага углавном истих чинова, субординација је обично поверена официру копнене војске. То правило је заступљено у оружаним снагама САД. Са друге стране у европским армијама субординација се поверава официрима који имају највише искуства. Уколико је у војнодипломатском представништву присутан официр из само једног вида оружаних снага, он обично пролази кроз неопходно упознавање са битним карактеристикама осталих видова сопствених оружаних снага, али и оружаних снага земље домаћина.

## Функције војне дипломатије
Да би се обезбедиле важне политичке позиције државе као и да би се реализовала њена спољна политика применом дозвољених средстава дипломатска представништва су изградила своју сопствену организацију али су установила и своје сопствене функције. Сматра се да је реч функција, латинског порекла и да означава вршење службе, односно вршење неке дужности. На први поглед може се чинити да су функције дипломатије исто што и њени задаци, јер се дипломатски послови могу вршити, односно обављати и извршавањем задатака, па се као логично питање поставља каква је разлика између та два појма функције и задатка. Функција се не може одвојити од задатака, али комплементарно обједињује све задатке које извршава војнодипломатска мисија и који јој се могу поверити. Са друге стране задаци су бројнији, конкретнији и увек се постављају извршно, док се функције своде на глобално уоквирење тих задатака који се могу али и не морају извршити. Дакле функције су оквирни задаци који не улазе дубље у начин њиховог извршења а чијим обављањем одређена служба остварује своје коначне циљеве. Однос задатка према функцији може се посматрати и као однос дела према целини. Наиме, задаци су делови функција или боље рећи подфункције чијим извршавањем функције добијају своја конкретна обележја.
Бечка конвенција о дипломатским односима одредила је функције и задатке дипломатских представника. Њиховим извођењем и прилагођавањем за потребе војне дипломатије, те функције би се у целости могле пренети и на војнодипломатска представништва и начелно представити на следећи начин:
1. Представљање оружаних снага у држави пријема;
2. Заштита интереса оружаних снага и њених припадника;
3. Преговарање са представницима оружаних снага земље домаћина;
4. Обавештавање о оружаним снагама земље домаћина и подношење правовремених извештаја сопственој влади и
5. Унапређење пријатељских односа и развијање војне сарадње.

Први проблем на који се наишло у дипломатској пракси са спровођењем функција како опште тако и војне дипломатије, огледао се у њиховој непрецизној формулацији, тачније у непрецизном одређењу како, и којим средствима се дипломатске функције могу обављати. Чињеница да нису прецизно одређени начини и средства за њихово спровођење као последицу има и различито законско тумачење и схватање садржина дипломатских функција. Стога је потребно да дипломатска мисија добро познаје законе државе пријема, али и законе међународног права да би успешно могла да спроводи своје задатке и функције. На почетку свог активног деловања у дипломатској пракси официри су се појављивали у двема функцијама: у функцији војних посматрача и у функцији обезбеђења амбасадора. Такав вид ангажовања официра у склопу дипломатских представништава био је сасвим логичан вид употребе професионалних војника за потребе дипломатске службе. Временом су се начин функционисања опште дипломатије, па самим тим и војне дипломатије прилагођавали потребама сопствене државе али и законима државе пријема. Извођење и прилагођавање функција опште дипломатије за потребе војне дипломатије временом се показало као неопходно да би војна дипломатија могла успешно да остварује своје задатке. Да се којим случајем њена активност задржала само на обавештавању, војна дипломатији не би могла да извршава своје задатке, јер без спровођења осталих активности које су предвиђене Бечком конвенцијом, ни функција обавештавања не би се могла спровести, не у потпуности.

### Представљање оружаних снага у држави пријема
Активност везана за функцију представљања огледа се у самом чину постојања војнодипломатске мисије, будући да је она као део оружаних снага, позвана да те оружане снаге представља у другој земљи. Главни носилац те функције је свакако војни аташе, који начином на који себе представља, представља и сопствене оружане снаге. Војни дипломата треба да има на уму да представља своје оружане снаге где год да се појављује и да је он та личност и призма кроз коју посматрачи стичу утисак о његовим оружаним снагама, војничком и официрском кадру. Релативно одсуство професионалне интелигенције, неискуство аташеа као и непажња приликом обављања својих задатака свакако могу учинити да се кроз негативно представљање умањи ефекат војнодипломатске мисије.
Та функција представља више од церемонијалне улоге војног аташеа као видљивог симбола оружаних снага, јер она омогућава свакодневни приступ оружаним снагама земље домаћина, односно свакодневно упознавање са садржајима развоја оружаних снага земље домаћина. То је активност која се свакодневно испољава а почиње од контакта са званичним представницима оружаних снага земље домаћина, у званичним сусретима, присуствовањем на пријемима, свечаностима, разним прославама, парадама и другим пригодама које домаћин организује за војно-дипломатски кор. Користећи погодности свога положаја војни аташе има прилику да се информише од стране надлежних институција у војсци државе пријема, о свим релевантним подацима који могу бити од важности за успешно обављање војнодипломатске мисије. Дакле, на тај начин посредно се пружа прилика војном аташеу да обавља своју основну функцију, односно да се обавештава о оружаним снагама земље домаћина.
Функција представљања се свакако преноси и на много шири круг органа, установа и личности па тако представљање по субјектима на које је упућена, чини једну од најопштијих функција војне дипломатије. Наиме, војни аташе не присуствује само војним свечаностима или само војним пријемима, већ наравно и свим другим приликама где је куртоазно позван. Да би се тај свакодневни посао успешно обављао потребан је не само службени већ и приватни контакт војног изасланика са свакодневицом земље у којој делује. Одржавање успешних контаката са представницима оружаних снага земље пријема, као и са осталим војним изасланицима акредитованих у тој земљи, представља посебну вештину, и у томе како је и са каквим успехом примењује огледа се способност војног дипломате појединачно. Тако Алфред Вагс наводи да је прва дужност војног аташеа, да инспирише официре из свих других земаља са којима је у свакодневном контакту, са високим идејама о части и достојанству, и уколико је могуће са научним и професионалним квалитетима које поседује . Дакле да представи себе на најбољи могући начин у сопственом окружењу.

### Заштита интереса оружаних снага и њених припадника
Заштита интереса током периода Хладног рата била је један од главних разлога за успостављање дипломатске, односно војнодипломатске мисије у некој земљи. Данас је уобичајена пракса да једна држава на територији друге државе може имати своју војну базу у којој је стациониран велики број њених војника. Тешко је само навести какви проблеми могу настати, и у којим све околностима војнодипломатска мисија може интервенисати на основу заштите тих лица и њихових интереса. Према томе функција заштите интереса своди се на предузимање одређених мера и радњи како би се заштитили интереси сопствене армије, сопствене државе и припадника оружаних снага, официрског и војничког кадра и других лица која се нађу на територији државе домаћина.
Важан услов да би се остварила заштита интереса оружаних снага и њених припадника огледа се у значају основне војнодипломатске функције, односно у обавештавању и извештавању о догађајима унутар земље пријема. Добро обавештена дипломатска мисија у стању је да редовно обавештава сопствене припаднике о приликама у држави пријема, као и о приликама у њеним оружаним снагама, наравно уколико су та обавештења од значаја за њих. На тај начин се најбоље спроводи заштиту интереса сопствених оружаних снага и њених припадника.

### Преговарање са представницима оружаних снага земље домаћина
Преговарање се може одредити као заједнички процес доношења одлука, у коме стране које су у почетку имале супротстављене позиције и најчешће супротне интересе настоје да дођу до међусобно корисног и задовољавајућег споразума. У међународним односима преговарање је одувек имало централно место, како у функционисању држава и њених оружаних снага, тако и у њиховим међусобним односима. Задаци војнодипломатског представништва, приликом вођења међународног преговарања, могли би се свести на радње које се односе на преговоре које воде војне делегације које су допутовале у посету оружаним снагама земље домаћина, и преговоре које војнодипломатско представништво обавља самостално са представницима оружаних снага земље домаћина. Припрема чланова делегације за процес преговарања огледа се пре свега, у њиховом упознавању са приликама у земљи пријема, као и са личностима са којима ће се делегација сусрести и преговарати.

### Обавештавање о оружаним снагама земље домаћина и подношење правовремених извештаја сопственој влади
Обавештавање је функција војне дипломатије чијим обављањем су официри у амбасади односно војни аташеи, али и сами амбасадори добили епитет шпијуна. Без проучавања те функције не може се научно осветлити суштина савремене улоге дипломатије у међународним односима. Активна улога дипломатије концентрише се око функције обавештавања и информисања, међутим трагови те активне улоге могу се пронаћи и у другим функцијама дипломатских представника, али ниједна од тих функција у целини не представља активност усмерену у правцу формирања спољне политике.
Обавештавање о властитим оружаним снагама, њиховој намени и задацима у миру и рату с једне стране, и обавештавање сопствене владе о свим значајним елементима о оружаним снагама у држави пријема с друге, једна је од свакодневних активности војнодипломатске мисије која се спроводи систематски и континуирано.
Уобичајено, прикупљање података о оружаним снагама земље пријема спроводи се кроз обавештајну делатност. Обавештајна делатност је главна садржина рада и резултат примарне функције обавештајне службе, а спроводи се применом специфичних обавештајних метода и поступака. Специфичне методе и поступке поред осталих предузима и војни дипломата, а оне се односе пре свега на упознавање прилика у земљи домаћина, и достављање извештаја о стању у оружаним снагама земље домаћина. Главна карактеристика обавештајног рада војног изасланика представља чињеница да се поменути специфични методи и поступци обављају легалним средствима. Основна карактеристика функције обавештавања, огледа се у нескривеној жељи једне државе да поседује што више података о другој држави.
Обавештајни рад спроводи војни аташе прикупљајући податке из оквира свога рада. „Наша појединачна опажања и сазнања која можемо да евидентирамо, називамо подацима. Смисленим организовањем података у поруку одређеног значења производимо информацију. У данашњем свету информација представља најтраженији и највреднији елеменат.
Због предузетих мера на заштити важних података о оружаним снагама државе пријема, војни аташе у циљу извршења постављених задатака, мора деловати дискретно. Дискретним деловањем он аутоматски сужава могућност прикупљања већег броја података већ је приморан да се задовољи ужим сазнањима, односно само делом информација из одређене области. Дакле на неки начин долази до самоограничења аташеа и војнодипломатске мисије у њиховом деловању, што је свакако неопходно у дипломатским пословима, да би се очували дипломатски односи.
Потпуну информацију готово никада не може добити нити војни аташе, нити војна обавештајна служба. Војни аташе приликом обављања функције обавештавања, мора постићи потпуну објективност, односно његови подаци морају бити ослобођени политичког убеђења да би се користили без икакве сумње, пре свега због чињенице да су модерне обавештајне службе приморане да формирају слику о намерама других држава и њиховим оружаним снагама од делића који сачињавају мозаик информација, а које им доставља између осталих и војни аташе.
Обавештавање и информисање често могу бити у директом конфликту са временом и енергијом која се утроши на друге неинтелигентне активности. Наиме војнодипломатска мисија у иностранству оптерећена је једном врстом непродуктивног ангажовања на писању извештаја, информација и њиховим слањем путем средстава комуникација. Међутим, главни предуслов за успешно обављање функције обавештавања огледа се у успешном обављању свих предвиђених радњи. Стога оптерећење војног аташеа са неинтелигентним активностима свакако треба посматрати као нужно зло. Обавештајни рад војнодипломатског представништва организује се према захтевима, потребама и могућностима сопствене државе. У ширем смислу обавештавање може бити категоризовано на стратегијско, оперативно и тактичко. Стратегијско обавештавање уопштено, биле би информације прикупљене на националном нивоу, у циљу осигурања националне политике. Такве информације обично се захтевају од стране доносиоца политичких одлука у држави, као и од високих војних официра, да би се остварила ефективна национална и војна стратегија развоја. Оперативно и тактичко обавештавање, у војном смислу односе се на важне информације прикупљене на бојном пољу, за потребе војних команданата у циљу постизања успеха у борбеним дејствима. Тактичко обавештавање би представљало прикупљање информација о снази непријатељских трупа, њиховим покретима, опреми, међусобном положају јединица и остали интересантни подаци.
Дипломатски односи међу државама непосредно утичу на организацију обавештајног рада војнодипломатског представништва, као и на ниво активности које спроводи војнодипломатско представништво. Уколико су ти односи сведени на егзистенцијални минимум или потпуно прекинути, активност прикупљања тајних података према тим земљама максимално је интензивирана. Такође, разумна је чињеница да су активности војнодипломатских представништава акредитованих у суседним државама појачаног интензитета, а посебно се концентрично усмеравају на оне суседне државе са којима нису успостављени дипломатски и војнодипломатски односи, и то, првенствено, на обавештајном плану, ради превентивних, одбрамбених или агресивних планова и задатака.
Обављање функције обавештавања могуће је уз коришћење легалних метода што значи де се подаци прикупљају јавно, а да особа која прикупља податке чини то у оквиру своје сопствене легалне функције. Реч је о подацима који нису државна тајна већ су то подаци до којих се долази из различитих отворених извора. Као најчешћи извор у већини истраживања наводе се медији, односно дневна штампа, телевизија, радио а последњих година свакако и Интернет као глобално средство комуникације. Искуства већине обавештајних служби такође говоре да се највећи део информација прикупља управо средствима јавног информисања, односно из извора који су увек доступни и увек у окружењу. Као јавни или легални извори података најчешће се наводе Државне и војне организације земље пријема.
Министарство одбране и генералштаб земље пријема имају веома развијену делатност одржавања контаката са страним војним изасланицима. Тај начин сарадње функционише по принципу реципроцитета и прихваћен је од стране већине земаља. У том погледу веома је распрострањена пракса непосредног обраћања војног аташеа одговарајућем војном министарству. Том приликом војни изасланик може тражити да му се доставе информације које су му потребне, а које земља пријема није класификовала као државну тајну. Значајан извор података је свакако и парламент земље пријема. Изучавање парламентарних закона у раду, посебно закона који се односе на безбедност и одбрану, предвиђени војни буџет и слични подаци могу пружити представу о томе у ком правцу се развијају војни потенцијали у одређеној земљи као и какве су будуће намере дотичне земље са њеним оружаним снагама. Јавна и слободна дискусија у парламенту је обележје демократских институција али у исто време и драгоцен извор података. Компаније које се баве производњом оружја у ствари су идентичне са компанијама које се баве индустријском производњом уопште. Наоружање захтева готово све сировине и производе који се захтевају и у свакој другој индустријској грани. Тако се долази до закључка да ратна привреда представља привреду уопште. Стога се обавештавањем по питању индустријског развоја свакако мора бавити и војна дипломатија уколико жели да постигне квалитетне резултате.
- Страни војни представници

Сарадња са страним војним представницима може бити важан извор прикупљања података. Држава пријема поводом војних свечаности организује заједничке пријеме за војне представнике који су акредитовани. На таквим скуповима пружа се прилика да се размене подаци углавном војне природе. Важно је да војни аташе обезбеди своје присуство на таквој врсти скупа, јер је то идеална прилика да се детаљно информише о неком питању које је од значаја за сопствене оружане снаге.
- Средства јавног информисања

Опозициони листови, такође пружају много више информација него штампа и медији који су под владином контролом. Колико су ти извори информација приступачни зависи пре свега од саме државе пријема. Међутим, како ће се ти подаци искористити у највећој мери зависи од обучености војног аташеа, односно од његовог познавања језика земље домаћина. Наиме, познавање језика, односно његово непознавање, може бити ограничавајући фактор у коришћењу тих извора података.
- Појединци

Појединци као извор информација су оно подручје обавештавања које се веома често доводи у везу са шпијунским деловањем војног аташеа, пре свега због чињенице, да је такав начин обавештавања најмање законски регулисано подручје. С друге стране ова врста средстава спада међу изворе који се у принципу највише користе.
- Војни аташе непосредним осматрањем

Војни аташе непосредним осматрањем је један од првих начина прикупљања података, познат као опсервирање, односно осматрање. Такав начин прикупљања података примењује се још од давнина и задржао се до данас. Реч је о спољашњем осматрањем људи и њихових активности, терена земљишта, природних богатства и сличних података, на основу којих се спроводи откривање тражених информација. Позиција војног аташеа у амбасади чини га идеалним за спровођење те врсте активности у некој земљи. Чланом 26. Бечке конвенције о дипломатским односима омогућава се слободно путовање дипломатским представницима, па самим тим и војном аташеу.

#### Подношење правовремених извештаја
Подношење правовремених извештаја сопственој влади је функција која се обавља у склопу функције обавештавања, али то не значи да она има споредан карактер. Обављање те функције омогућено је чланом 27. који дозвољава општење са сопственом владом. Подношење извештаја сачињава у исто време једну од компонената тзв. слободе општења, која је у међународном праву обезбеђена као посебно право дипломатских и конзуларних представника садржана у систему њихових привилегија и имунитета. Захтев за правовременим извештавањем је од великог значаја да би се политичке одлуке могле доносити правовремено и успешно. Не ради се само о подацима који се односе на војне потенцијале већ и на податке о економској снази, индустријској инфраструктури, комуникацијским и транспортним системима, политичком руководству, научном и технолошком развоју, социолошким, културним, географским факторима и слично.
Ништа не гарантује високу успешност извештаја војног аташеа, уколико ти извештаји не буду достављени на време, уколико нису цењени, уколико се њима не верује, или још горе уколико их домаћи ауторитети уопште и не читају. Војнодипломатска представништва користе савремена средства комуникације да би доставили своје извештаје на време и у заштићеном облику. На тај начин омогућена је бржа комуникација са сопственом земљом, с обзиром да из тих земаља обично стижу рутинске информације, односно подаци који не захтевају специјалне мере заштите. Међутим, војна дипломатија нема потребу за свим објављеним подацима па зато војни аташе у дипломатско конзуларном представништву, издваја само релевантне чињенице из области коју прати. Сви важни подаци бивају пропуштени кроз обавештајни млин, односно морају претходно сви стићи на једно место где их аналитичари морају темељито претрести да би се открила права вредна информација. Колико времена ће посветити тој радњи свакако зависи и од могућности аташеа.
Земље које имају економску могућност да упуте у своју мисију довољан број људи за обављање свих предвиђених задатака свакако могу очекивати достављање свих важних информација на време. Са друге стране земље које су из разлога економичности, свеле величину мисије на минимум могу очекивати потешкоће како у времену доставе, тако и у тачности информација. Информације се даље достављају одређеном кругу корисника, где се на основу њих делом утиче на формирање спољне политике сопствене земље. Стога, може се закључити да без усаглашеног рада војнодипломатске мисије у иностранству, као и залагања домаћих ауторитета у њиховом редовном коришћењу, и најбољи извештаји аташеа могу остати безвредни.

### Унапређење пријатељских односа и развијање војне сарадње
Функција унапређења пријатељских односа и развијање војне сарадње има за циљ, да нагласи важност свих претходно наведених функција. Унапређење војне сарадње представља функцију војне дипломатије која се данас остварује кроз две специфичне врсте задатка. Први се огледа у унапређењу пријатељских односа између армија, јачању поверења и развијању међуармијске сарадње, а други у разоружавању или уништавању непотребног хемијског и биолошког оружја, као и нагомиланог лаког и личног наоружања, које се у безбедносним круговима чешће назива SALW (енгл. Small Arms and Light Weapons), и које се може злоупотребити од стране терористичких организација или организованог криминала, а представља заоставштину из периода Хладног рата.
Унапређење пријатељских односа између армија, аташе спроводи кроз успешне контакте са сопственим окружењем, односно добрим односима са својим домаћинима али и са осталим војним изасланицима који се налазе у земљи пријема. Унапређење пријатељских односи између армија је одувек било деликатно питање, јер је армија највиталнији део друштва у свакој држави, па се из тих разлога посебно штити и чува, са тежњом да остану дубоко националне, да испољавају националну историју и традицију, да шире светле традиције, популаришући снагу и моћ на простору где се налази ВДП. Војнодипломатско представништво има важну улогу да ту сарадњу унапређује, да убрза токове, да их прошири и да креативним радом својих актера пронађе нове путеве, нове садржаје и подручја сарадње, да превазиђе све постојеће препреке.
Други вид ангажовања војне дипломатије у склопу наведене функције огледа се у раду на разоружавању, односно уништавању застарелог и неупотребљивог оружја. Данас се у већини земаља процес разоружавања схвата као преко потребан, јер као што тврди Barry Buzan увећавањем само војне моћи у данашњим условима, не повећава се безбедност државе, него се чешће на тај начин смањује економска безбедност, и угрожавају еколошки системи. Сведоци смо појаве да су поједине земље ангажовале све расположиве ресурсе у циљу развоја нуклеарне моћи, а на другој страни у потпуности су запоставиле елементарне потребе сопственог становништва, доводећи га на ивицу егзистенције. Свакако да се таквим поступцима угрожавају и остали видови безбедности, укључујући економску безбедност грађана и еколошке потенцијале одређених подручја.

## Шпијунажа у служби војне дипломатије
У зависности од тога на који начин, односно којим средствима смо дошли до неких података, прави се разлика између обавештајног рада и шпијунаже. Наиме сваки акт легалног деловања, акт који је у складу са законима државе пријема, и нормално не противи се међународној Бечкој конвенцији о дипломатским односима, представља легалан начин прикупљања података, те сходно томе све информације које су прикупљене на овај начин представљају класичан обавештајни рад. Са друге стране постоје ситуације када се користе недозвољена средства у циљу проналажења тражених података, као што су подмићивање, уцене, врбовање и сличне методе које су одраз класичног кршења закона земље али и међународног права. Нажалост, историјска пракса пуна је оваквих случајева који су обележили другу половину XX века, односно период хладног рата.
Шпијунска делатност појавила се упоредо са настанком држава и класних друштава. Сматра се да реч шпијунажа - води порекло од француског израза espionnage ухођење, вребање; достављање, потказивање, а да је реч шпијун италијанског порекла и потиче од речи spione односно ухода; достављач; доушник; потказивач. Шпијунажа би се могла дефинисати као планска, организована илегална делатност обавештајних служби у циљу прикупљања тајних података о другим државама и њеним виталним вредностима, намерама и циљевима, ради обезбеђења и остваривања државних, политичких и националних интереса или тајно прибављање важних података за страну државу или организацију, или у страној држави за своју земљу или организацију.
Веома често деловање обавештајне службе поистовећује се са шпијунским деловањем. Међутим, поистовећивање та два појма је неприхватљиво јер између њих постоје многе разлике. Ако се ствари помало упросте, може се рећи да је њихов однос – однос дела према целини. Шпијунажа је, наиме, само део активности обавештајне службе. Шпијунажа је у свом вековном развоју од достављања података еволуирала и постала научни процес. Високо плаћени од свога послодавца већина шпијуна сматрала је себе непотплативим. Њихове награде су исплаћиване из тајног фонда земље, а највећи део је испоручиван од стране дипломата и војних аташеа. У неким местима као што је Аустрија пре 1914. године ти фондови су били вођени од стране министарства иностраних послова по свој прилици у потпуној тајности. У већини других земаља свака служба имала је свој тајни фонд, који је варирао од нуле у одређеним периодима, до четрдесет процената колико је износила, највећа појединачна сума у буџету дипломатског представништва САД у Токију 1930. године.
Нажалост веома мали број земаља није охрабривао њихове официре на акте шпијунаже. Шпијуне је обично плаћао генералштаб, који није обраћао пуно пажње на последице и ефекте које овакав рад може произвести ако буду откривени, или ако се посумња у њих јер нису имали директну везу са шпијунима, већ су остављали дипломатама да смире ствари око протеста државе. Историја дипломатије још није успела да дâ одговор на питање колики треба да буде временски прекид дипломатских односа у циљу упозорења према некој земљи да се сличне афере не би поновиле.
Ситуација када се војни аташе окрене шпијунажи, или унајми шпијуна, настаје у периоду његовог неуспеха да легалним средствима дође до жељених информација које представљају државну тајну. Изасланик је тада под великим и константним притиском сопствене војне обавештајне службе, односно налогодавца, који захтева одређене податке али је то очигледно задатак коме он није дорастао, односно задатак који не може обавити легалним путем. Тада војни дипломата да би дошао до важних информација, мора ангажовати агента (шпијуна), или он сам мора постати шпијун. У случају да се определи за ово друго решење мора бити свестан да ризикује сопствени опстанак у дипломатској служби, да може бити проглашен за personu non grata, као и да ризикује углед своје земље у међународним институцијама. У прошлости су много чешће него данас официри у дипломатској служби били проглашавани за personu non grata, из два основна разлога: прво, војна дипломатија је усавршила методологију рада па и шпијунаже и друго, државе су постале много толерантније на преступе војнодипломатских представника.
Данас постоје многи начини прилагођени научно технолошким достигнућима ради прикупљања података. Међутим, обавештајне службе су задржале шпијунажу као непревазиђени метод прикупљања података о другој страни. Оно што нарочито отежава расправу о односу војне дипломатије и шпијунаже је чињеница да ту делатност спроводи човек, а у његовој природи понекад пресудну улогу играју подстицаји који долазе из ревира подсвесног.
Зато не чуде ни изјаве других актера у војној дипломатији који тврде да шпијунажа није средство које су користили у свом раду. Аустријски војни аташе који је деловао у Константинопољу, дугих 15 година каже да јавност верује да војни аташе мора, изнад свега да се бави шпијунажом. На страну чињеница да га на такву активност, могу покренути и мотивисати само идеали, и да то ради без материјалне награде и под великим ризиком да ће бацити сенку на личну част, професионални војни аташе, има веома мало мотива да се бави професионалним шпијунирањем. Ретки су случајеви када појединац користи таква средства да би пронашао податке који се чувају стриктно тајно.